# Deba (Guipuscoa)
Pour les articles homonymes, voir Deba et Deva.
Deba en basque ou Deva en espagnol est une commune du Guipuscoa dans la communauté autonome du Pays basque en Espagne.

## Géographie
Deba est une petite station balnéaire qui bénéficie d'une belle plage baignée par la mer Cantabrique à l'embouchure du fleuve Deba portant le même nom que la ville, à proximité du port de pêche de Mutriku.

## Histoire
Les restes préhistoriques trouvés sur le territoire municipal sont nombreux et attestent une population importante en ces temps là. L'ensemble de peintures pariétales de la grotte d'Ekain, dont un remarquable groupe de chevaux, appartiennent au Magdalénien, est des plus importantes d'Europe. Dans la zone de Sasiola et Astigarribia, ont été trouvés d'importants restes dans la grotte d'Ermitia, appartenant à quatre niveaux culturels : énéolithiques, Azilien, Magdalénien et Solutréen. D'autres restes intéressants ont été découverts dans d'autres grottes comme la grotte de Praileaitz, où l'on a trouvé des peintures symboliques qui ont été cataloguées provisoirement de l'époque solutréenne, c'est-à-dire quelque 20 000 ans.
L'église Saint André d'Astigarribia (es) contient des restes (une fenêtre wisigothe) et est considérée comme l'église la plus ancienne de la province.
Le premier siège relatif à la population de Deba se trouve à Itziar, où le 24 juin 1294, à Valladolid, Sanche IV de Borgoña, roi de Léon et Castille, donna cartulaire à la ville avec le nom de Monreal, qui vivaient pendant neuf années durant sur la zone située à 342 m d'altitude, demandant avec insistance au roi le transfert près de la mer, dans la zone plate sur la rive droite du fleuve Deba, près de l'embouchure de celui-ci et profiter ainsi des ressources de la mer et se consacrer à la pêche. Le roi Alphonse XI de Castille autorisa ce déplacement, l'emplacement d'Itziar cessa d'être villa, comme le dit Agustín María de Balzola, vicaire de Deba en 1799 : « a Poblacion de Yziar fue Villa con la denominacion de Mont-Real desde el 24 de Junio de 1294, en que la libró privilegio de tal el Rey D[o]n Sancho el IVº de Castilla en Valladolid, hasta el 17 de Junio de 1343, que D[o]n Alonso XIº concedio en el Real de sobre Algecira otro privilegio, para que se trasladara al sitio, en que oy se halla »[réf. nécessaire].
L'économie se basait sur le commerce passant par le port, où les marchandises qui arrivaient du plateau castillan par Vitoria, s'embarquaient pour l'Angleterre et dont le fer arrivait vers les forges du pays. Ce commerce de Deba avait une importante foire au bétail et a été perdue quand le port a cessé d'être le point de départ pour les marchandises. L'ouverture du passage par Orduña a pris le pas sur Deba, ce qui a fait que le port perdit de l'importance. Il a existé des chantiers navals jusqu'au début du siècle XXe siècle et que l'activité a été maintenue pendant un certain temps.
L'arrivée du chemin de fer à ville avec l'établissement d'une importante gare est un moyen pour de la côte basque comme point de vacances et de station thermale ont fait qu'on a développé au début du siècle XXe siècle une importante industrie centrée le tourisme qui arrivait de l'intérieur de l'Espagne et particulièrement à Madrid. Le développement touristique a été maintenu jusqu'aux années 1970 et ensuite, au début du XXIe siècle, elle a été relancée à nouveau.
La création de l'alameda, la recrudescence de la plage et l'adéquation des infrastructures hôtelières ont contribué à la création et maintien d'une source de richesse.
L'histoire de Deba est concrétisée dans ses monuments entre lesquelles on souligne l'Église d'Itziar, celle qui a été l'église paroissiale de ce primitif noyau que Monreal et celle de Sainte Marie, avec un portail gothique polychrome admirable et un joli cloître.

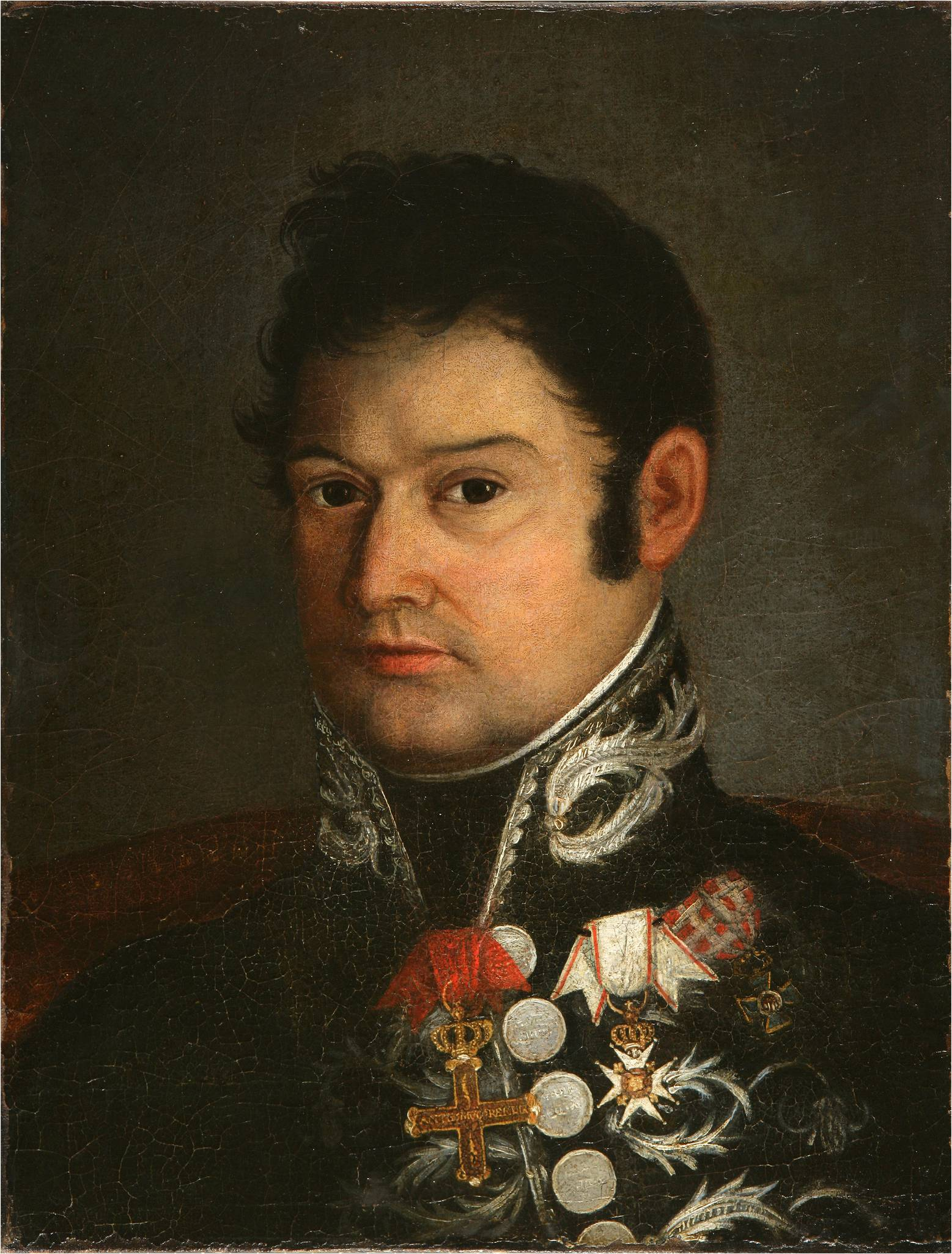
Francisco Espoz y Mina.

Pendant la guerre d'indépendance, en restant une ville séparée du chemin royal dominé par les garnisons françaises, la plage a été utilisée par la marine britannique pour débarquer des armes et des munitions pour Francisco Espoz y Mina qui envoyait jusqu'en Navarre ses combattants pour transporter les munitions. À une occasion, les Britanniques ont livré un canon et les Navarrais, commandés par Marcelino Oráa (es), sont parvenus à porter le canon, entraîné par des bœufs, en traversant de nuit les montagnes du Gipuzkoa, jusqu'en Navarre. Ce fait inhabituel a été le sujet d'un roman de l'auteur anglais Cecil Scott Forester et qui a été postérieurement porté à l'écran, bien que les arguments tant du roman que du film n'entretiennent pratiquement aucune relation avec la réalité de la prouesse effectuée par les combattants navarrais.
Pendant la Première Guerre carliste, des fonctionnaires carlistes choisissaient Deba pour leurs périodes de repos.
Pendant la Troisième Guerre carliste, le curé Santa Cruz a combattu à Itziar. Pío Baroja a écrit sur ces événements survenus dans la région.
Dans la guerre de 1936-1939, les troupes soulevées provenant de Navarre, ont occupé Deba le 23 septembre 1936, en y ayant pour cela pendant des années, une rue dans la commune appelée « 23 septembre » bien qu'elle soit populairement connue comme rue « des Morts ». Ayant été surpris dans Deba par le soulèvement militaire, beaucoup de vacanciers qui pouvaient être considérés « de droite », on n'a effectué aucun acte répressif contre ces personnes par les troupes fidèles à la République. La tentative des troupes républicains de voler l'arc correspondant au pont levadizo, bien qu'étant préparé à l'avance, n'a pas été effectuée grâce à l'intervention énergique d'un citoyen qui vivait dans le bord, sur la rive gauche de l'estuaire. Les troupes rebelles, composées par les « requêtes » navarraises et par les forces italiennes envoyées par Mussolini, sont restées dans Deba en garnison assez longtemps. Des munitions abandonnées par ces troupes dans la plage, ont provoqué un accident tragique parmi des enfants qui les avaient trouvés.
Le développement industriel du secteur, qui était le fleuron chez le voisin Eibar, est arrivé à Deba dans la seconde moitié du XXe siècle quand de nombreuses industries ont cherché à étendre leurs installations dans les terrains d'Itziar où a été établi un important centre industriel.

## Toponyme
La ville tire son nom du fleuve où elle se situe, à l'embouchure. Il existe suffisamment de toponymes homonymes dans la zone nord de la péninsule Ibérique, généralement associés aux rivières.
Le terme signifie en sanscrit, Dieu, déité. On[Qui ?] considère qu'il dérive à son tour du terme proto-indo-européen deiwos utilisé pour désigner les dieux. Les propres mots de Dieu ou Zeus sont issus également de ce terme original. Par ce fait, et parce qu'il est le toponyme quasi toujours en rapport avec les rivières en Espagne, on a rapproché Deba avec le nom d'une hypothétique déesse ou numen celte des rivières.
Deba fut fondée dans le lieu qu'occupe actuellement le quartier d'Itziar en 1294 et fut baptisé du nom de Mont-Real. En 1343 elle a été déplacée sur sa situation actuelle, dans l'embouchure du rio Deba, changeant par la même occasion de nom, Mont-Real de Deva, finalement le nom de la ville finira par se confondre à celui du fleuve, perdant son appellation de Mont-Real.
Traditionnellement le nom de la ville s'écrit Deva bien qu'au dernier tiers du XXe siècle, on commence à l'écrire Deba, appliquant les règles modernes de l'orthographe basque. Deva est son nom en espagnol et Deba est celui en basque. Depuis 1981, c'est la seconde qui est le nom officiel de la municipalité tel que publié en 1989 dans le BOE

## Situation et accès
Située dans la partie occidentale quasi extrême de la province, elle appartient à la comarque de Debabarrena. Une partie de son territoire s'étend sur la cuenca de l'Urola et sur les hauteurs d'Itziar (es) et de Lastur.
Elle est limitée au nord par la mer Cantabrique, à l'est par Zumaia, au sud par Mendaro et Zestoa et à l'ouest par Mutriku.

## Héraldique
|  | Les armes de Deba se blasonnent ainsi : de gueules avec un château soutenu par un lion et un "grifo" tenants, et a ses pieds trois "texos" de sinople. |

## Économie
Historiquement, l'économie de Deba a été soutenue par le commerce et l'industrie, en plus de l'activité d'élevage et de l'agriculture. Les routes commerciales qui arrivaient alors par mer au port de Deba ou son voisin d'Alzola à Elgoibar se déroulaient aux XVIe et XVIIe siècles. Elle possédaient deux forges et le commerce de la laine espagnole, arrivant de Vitoria-Gasteiz, le fer anglais avait pour conséquence de rendre Deba riche. À l'estuaire se trouvait un chantier naval jusqu'au XXe siècle.
Actuellement, comme par le passé, ce sont les industries et les commerces, avec, cette fois-ci le tourisme qui maintiennent l'économie de la ville. Le secteur des services, avec près de 50 %, et l'industrie avec 38 %, sont les piliers économiques. L'élevage et l'agriculture occupent une place encore importante.
- Le secteur primaire : 3 506 hectares sont utilisés par les exploitations agricoles et d'élevage, avec 220 petites exploitations, pour 6,5 % de la population active. L'agriculture est uniquement pour l'autoconsommation et la ventes dans les marchés des villes de la comarque. Les élevages se consacrent à la production de lait et de viande avec cependant quelques élevages de taureaux à Lastur et Itziar.
- Le secteur secondaire : l'industrie métallurgique, comme dans le reste de la comarque, est celle qui détient le monopole de ce secteur. Les industries d'accessoires automobiles et machines agricoles sont celles qui sont les mieux implantées. Elles profitent de quelques terres de la vallée de Deba bien que le foyer industriel principal se trouve à Itziar. La comarque du Debabarrena, très industrialisé et peu étendue, a un type de situation industrielle qui permet aux habitants de travailler tout en habitant ailleurs, à côté. Les nécessités des fabriques situées dans les centres historiques, comme Eibar ou Elgoibar, ont fait qu'elles se sont étendues dans toute la comarque et encore au-dehors de celle-ci.
- Le secteur des services : basé sur le tourisme, il occupe près de 50 % de la population active. La grande attraction est bien sûr la plage, et autour d'elle, se sont développés des complexes hôteliers, hôtels, restaurants, etc.

## Patrimoine
Les monuments sont nombreux dans cette ville. Depuis les gisements archéologiques jusqu'aux falaises impressionnantes de sa côte. Les constructions civiles et religieuses sont importantes.

### Gisements archéologiques
- Grotte d'Ekain, avec les gisements Lascaux, Niaux et d'Altamira est un des plus importants de la côte atlantique. Ses peintures, parmi lesquelles un remarquable groupe de chevaux, sont de l'importance maximale de la période Magdalénienne (15 000-12 000 av. J.-C.). L'ensemble pictural a été découvert par A. Albizuri et R. Rezábal en 1969 et a été étudié par la Société de sciences « Aranzadi ». Il y a 70 figures représentées, 64 peintes et 6 gravées, en excellent état de conservation. On a construit une reproduction pour sa visite.
- Grotte d'Ermitia, très près de Sasiola et d'Astigarribia et de l'ancien chemin royal, cette grotte a été étudiée par Barandiarán en 1924 et 1926. Des restes appartenant à quatre cultures, Néolithique, Azilienne, Magdalénienne et Solutréenne ont été trouvés.
- Grotte d'Urteaga, sur le flanc de la montagne Salvartore, on a trouvé importants restes des périodes Magdalénienne et Azilienne. José Miguel de Barandiarán en 1928 et il l'a étudié avec T. d'Aranzadi. On a trouvé plusieurs crânes qui datent 12 000 ou de 8 000 années av. J.-C.
- Grotte Arbil, ont été étudiées par Aranzadi et Barandiarán depuis 1942 jusqu'aux dernières études de 1986 ainsi que d'importants échantillons d'industrie lithique, et de gisements sépulcraux préhistoriques.
- Grotte de Praileaitz, située à Sasikoa au bord d'une carrière en activité qui menace de la détruire. Une série de peintures symboliques, points et bandes rouges ont été trouvées, qui ont été datées, provisoirement, comme de la période Solutréenne. On a aussi trouvé 29 colliers de caractère rituel, un des d'eux fait avec des figures féminines du style de la Vénus d'Europe centrale, ces pendentifs sont datés dans le Magdalénienne. L'absence d'autres restes, comme restes hauteur ou faune fait supposer que la cavité a été habitée à l'époque Magdalénienne par un seul individu qui serait un chamane et qui aurait été utilisé pour la réalisation d'actes rituels à caractère spirituel. La grotte a été habitée dans une longue période, avant et après l'avoir utilisée comme emplacement rituel. L'importance des découvertes font que l'importance du gisement est internationale.
- Monolithe d'Arluze, au bord de la route du quartier d'Endoia, se trouve ce monolithe de roche calcaire sous forme de  lauze qui a une hauteur de 1,35 m et dont la largeur oscille entre 1,75 m dans la base et 0,20 m.

### Patrimoine religieux

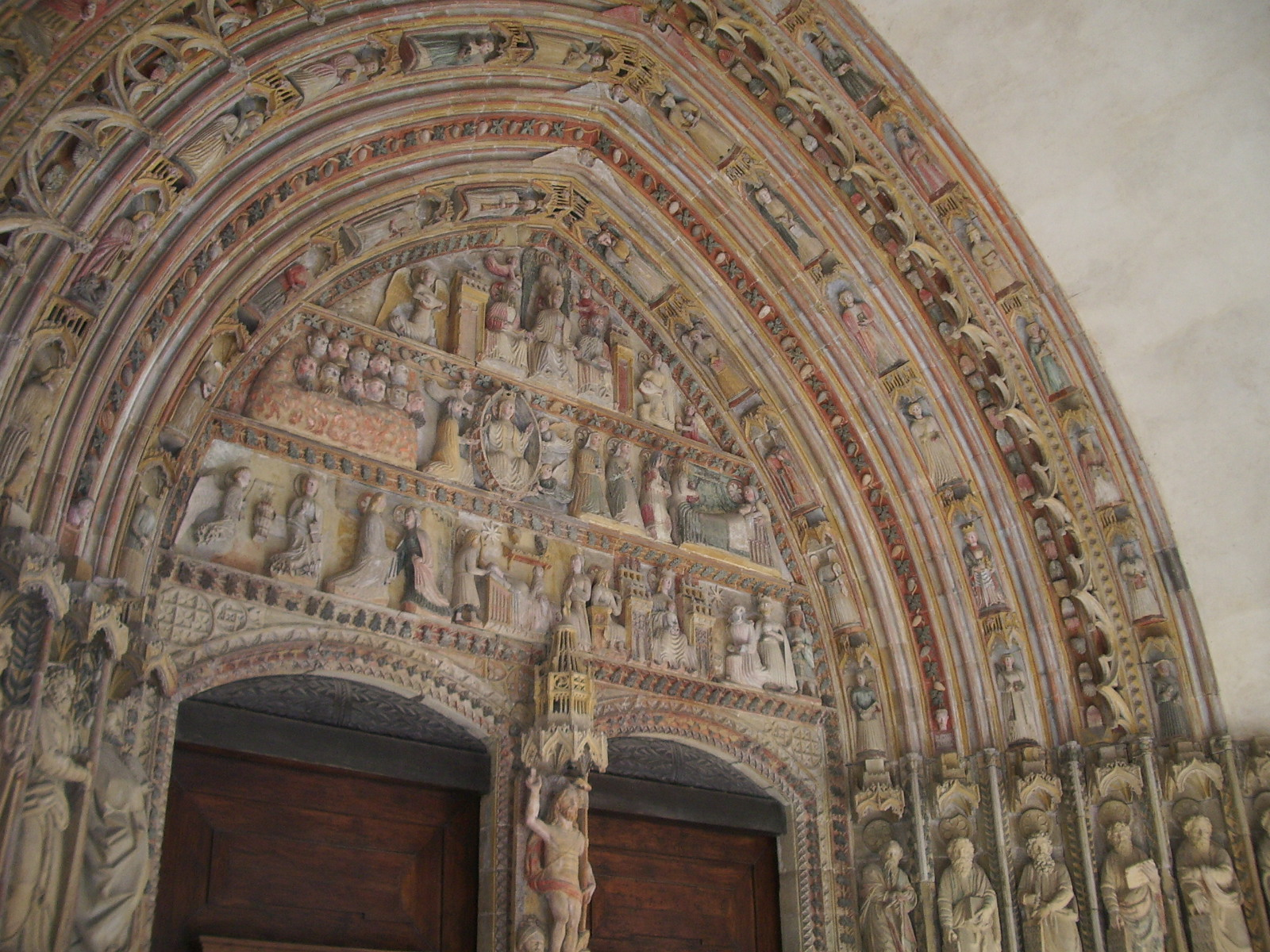
Porche de l'église Santa María de Deva.

- Église paroissiale de Sainte María, du XVe siècle (terminée vers le XVIIè), déclarée Monument National. Construction gothique avec un imposant porche polychrome et un cloître gothique, le premier de Gipuzkoa. L'intérieur avec ses trois nefs et voutes croisées entourée de cloches ouvertes entre les contreforts des nefs. Dans l'intérieur il est à souligner le grand Retable de Notre dame de l'Asomption, de Bernabé Cordero (es) en 1662 et armé par Pedro d'Alloitiz en 1668.
- Sanctuaire d'Itziar, ancienne église paroissiale, datant du XIIIe siècle et restauré au XVIe siècle. Gothique, dans trois tronçons dans sa garde intérieure un magnifique retable plateresque taillé en bois par Andres de Araoz au XVIe siècle et l'image romane de la vierge. En 1799 on décrivait ainsi l'église d'Itziar : « Es inmemorial venerada con tradicion de aparecida, y celebre por sus milagros la devotisima Ymagen de Maria Santissima de Yziar en la Parroquia del mismo nombre, cuia distancia queda anotada. Esta Yglesia es de una nabe muy capaz, y de primorosa arquitectura, adornada con un magnifico camarin trabajado, no há muchos años ».
- Couvent de l'hôpital de Sasiola, du XVIe ou XVIIe siècle et déclaré monument provincial en 1964. Il a été couvent des Frères petits Obserbants et hôpital de pèlerins du chemin Saint Jacques de Compostèle de la côte. Initialement le couvent aurait dû être fondé à Itziar mais le conseil municipal s'y est opposé. Juan Pérez de Licona leur a fait don alors de l'emplacement et chantier naval de Sasiola, situés entre Deba et Mendaro au bord de la rivière Deba, où on élevait un ermitage consacrée à Notre dame de la Piété et des chantiers navals. Lieu où, apparemment, il existait des constructions ainsi que des chantiers navals et un ermitage consacré à Notre dame de la Piété. De construction gothique on remarque le grand retable, en bois de noyer, du XVIIe siècle, qui est situé dans le presbytère, baroque et semblable à celui du Couvent Vidaurreta.
- Église de San Andres d'Astigarribia, qui a été considéré comme une des plus anciennes de l'historique territoire du Guipuscoa pour avoir des éléments considérés pré-romans, comme une fenêtre en arc en forme de fer à cheval. Des études postérieures ont révélé que ces éléments sont du XIe siècle. Il y a de petits ermitages disséminés sur toute la commune, tant dans la zone urbaine que dans les quartiers. À souligner, celui de Sainte Catalina dans le quartier d'Egia, datant de 1539, Saint-Sébastien d'Elorriaga de 1391, San Nicolás de Lastur de 1625 ou San Roque du XVIe siècle.

### Patrimoine civil
- La Maison Consistoriale (mairie), de 1747 et conçue par Ignacio de Ibero (es) est un bâtiment baroque imposant, aux assises calcaires. Porche avec entrée au rez-de-chaussée, le balcon supérieur dans les premiers étages et balcons sur le second avec les blasons de Deba, Gipuzkoa et d'Espagne sur la façade. Dans le bas, plusieurs blasons d'armes de bâtiments démolis.
- Maison Agirre ou Valmar, du XVe siècle, la façade principale est construite en pierre de taille, tandis que les façades nord sont lisses avec des fenêtres uniformément distribuées. Vers l'estuaire, elle dispose de vastes baies vitrées qui la caractérisent. Toutes les façades sont achevées par un avant-toit taillé. Dans l'intérieur les séjours principaux remarquables par la décoration exubérante.
- Maison Aldazabal, avec des balcons avec leur pierre de taille décorés, des grilles de fer forgés et ses deux blasons, font de toute sa façade un ensemble très harmonieux.
- Maison de Bañez, rectangulaire et toit a quatre pentes porte dans sa façade les blasons Sasiola et de Bañez.
- Tour de Sasiola, ancienne maison tour médiévale conserve encore des éléments appartenant à cette construction de défense.
- Le Pont de Deba-Mutriku, inauguré en 1866 faisait partie de la communication entre les capitales et la côte. Est composée de trois arcs et un ajout qui a remplacé, en 1951 au tronçon surélevé qui laissait passer les bateaux de l'estuaire vers le haut. Dans le parapet de la partie sud, un cercle indique le cours mère de l'estuaire et la division entre Deba et Mutriku.
- Place du marché, des débuts du XXe siècle, dessiné par Manuel Echave Zalacain en 1905 et construit en 1910 est Monument du Pays basque depuis 1995.

Il y a quelques fermes de valeur spéciale comme l'Arriolabeñe, datant du XVIe siècle.

## Personnalités
- Fernan Ruiz de Yrarrazábal : détaché militaire en 1421.
- Anton Gonzalez de Andía : militaire qui a participé à la défense de Saint-Sébastien en 1524.
- Francisco de Andia é Irarrazábal: explorateur et conquistador.
- Francisco de Andia (fils de Francisco de Andia é Irarrazábal), gouverneur des îles Canaries en 1614.
- Domingo de Arriola Murguía: marin qui vaincu et fit prisonnier le turc Caramamí en 1540.
- Juan de Espila: archevêque de Masera pendant le royaume de Naples.
- Pedro de Leizaola: évêque in partibus de Tripoli.
- Vicenta Moguel (es) (1782-1854): unique écrivain(e) en euskara du XIXe siècle.
- José Manuel Ostolaza (1875-1954): industriel et bienfaiteur. Né à Valladolid bien qu'élevé à Deba; fit fortune aux États-Unis avec une entreprise de sombreros de paille qui a été la plus importante du pays. Fut un grand bienfaiteur de Deba et une rue porte son nom.
- Enrique Vitoria Kike Turmix (1957-2005), chanteur du groupe punk rock The Pleasure Fuckers.
- Les frères Aitor Osa (1973) et Unai Osa (1975): cyclistes professionnels d'Itziar (es).
- Asier Riesgo (1983): gardien de but de la Real Sociedad cédé au Recreativo de Huelva.
- Loyola de Palacio, femme politique espagnole et ancienne commissaire européenne est enterrée à Deba
- Javier Berasaluce Marquiegui (1931-2022), joueur de football espagnol.

## Jumelages
Cambo-les-Bains (France) depuis 2000

## Galerie

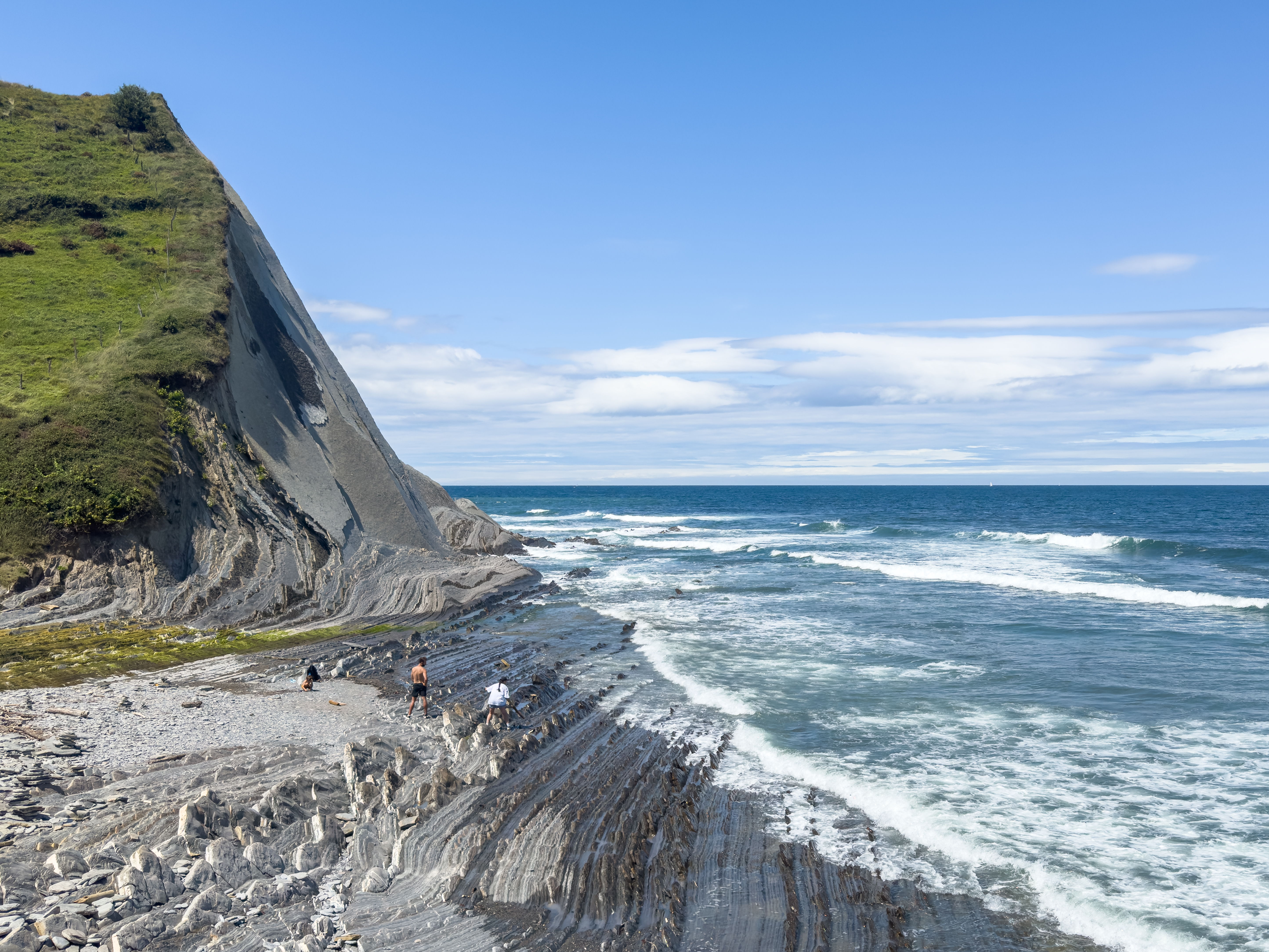
Embouchure de Deba et Zumaia.
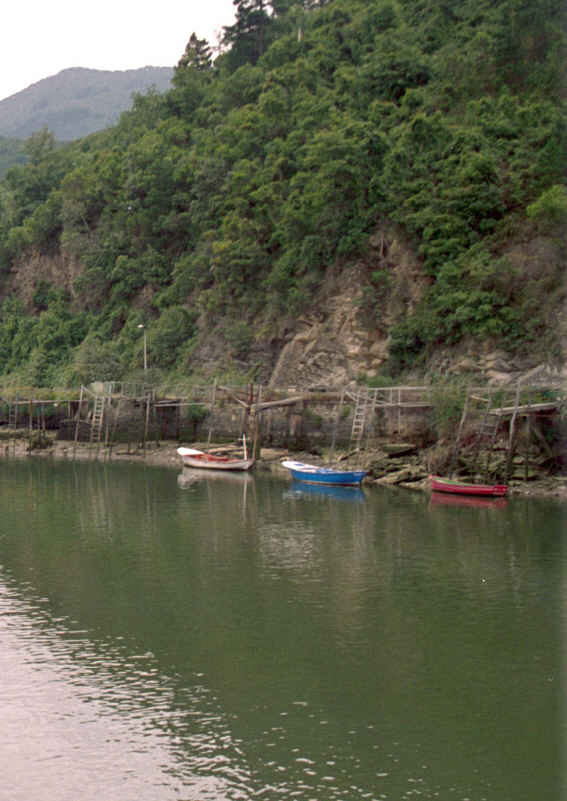
Embarcations dans l'estuaire de Deba.
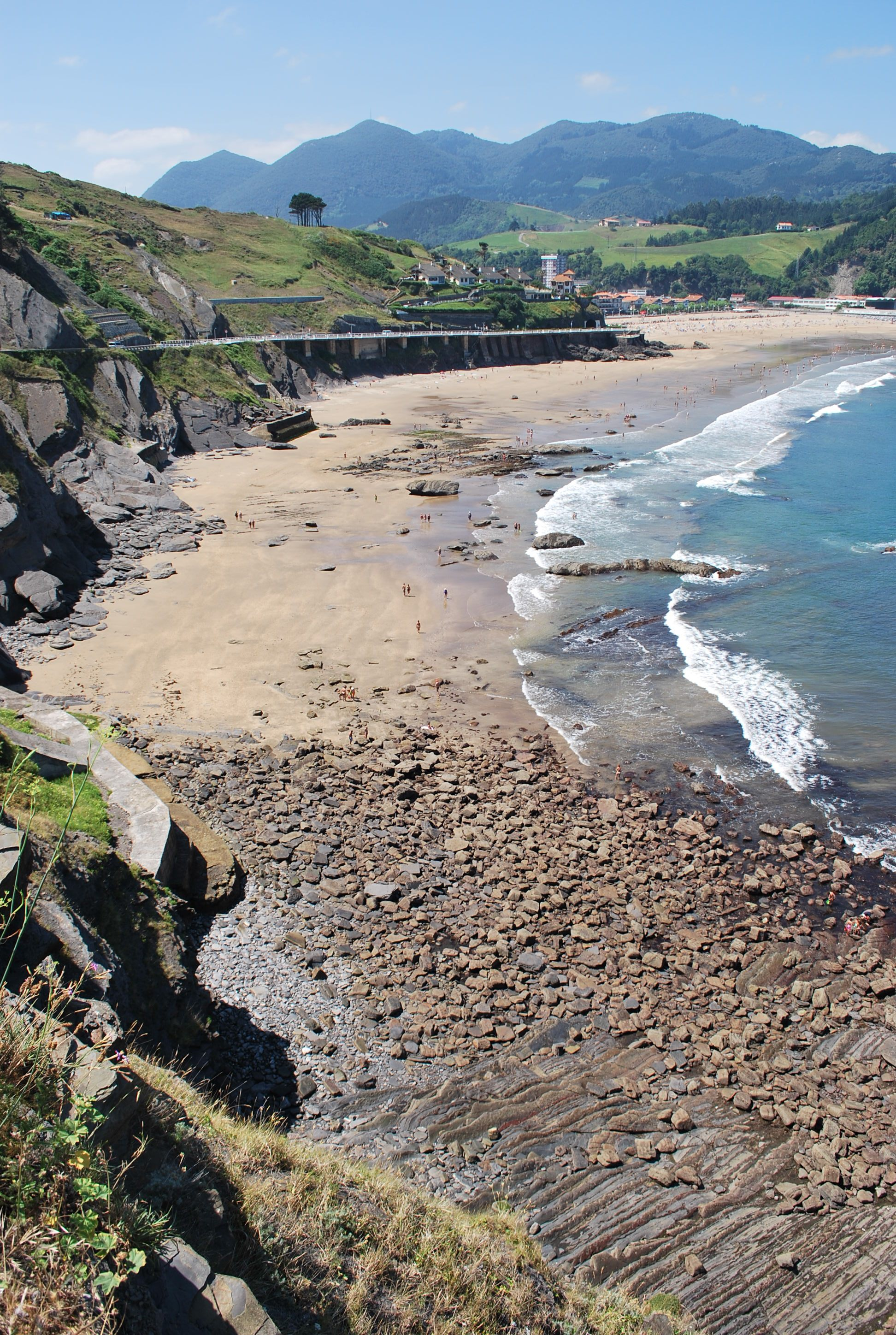
Plage de Deba et détail de la côte rocheuse.

### Sources
- (es) Cet article est partiellement ou en totalité issu de l’article de Wikipédia en espagnol intitulé « Deva (Guipúzcoa) » (voir la liste des auteurs).